# Convenção das Igrejas Batistas Independentes de Língua Alemã
A Convenção das Igrejas Batistas Independentes de Língua Alemã é uma Convenção Regional ligada à Convenção das Igrejas Batistas Independentes, que foi organizada primeiramente para atender seus membros no interior do Rio Grande do Sul e do Paraná, estendendo-se posteriormente aos estados de Santa Catarina, Mato Grosso e Mato Grosso do Sul. O trabalho missionário remonta aos anos 1912, mas a organização efetiva como Convenção ocorreu em janeiro de 1989.

## As Igrejas
As igrejas da Convenção, com seu respectivo ano de fundação, quando conhecido, estão assim distribuídos:
Rio Grande do Sul
1. Linha Doutor Pederneiras (Cândido Godói), 1917
2. Linha Timbaúva (Cândido Godói), 1912
3. Linha Oito de Agosto (Santa Rosa)
4. Novo Machado, 1931
5. Linha Pratos, Novo Machado, 1931
6. Tuparendi
7. Guarani das Missões, 2010
8. Santa Rosa
9. Tucunduva

Paraná
1. Nova Santa Rosa
2. Planaldo do Oeste (Nova Santa Rosa)
3. Vila Cristal (Nova Santa Rosa)
4. Ipiranga
5. Marechal Cândido Rondon
6. Imbituva
7. Nova Santa Rosa
8. Santa Rita do Oeste (Terra Roxa)
9. Tupãssi
10. Vila Brasiliana (Tupãssi)
11. Itaipulândia

Santa Catarina
1. Cunha Porã
2. Pomerode
3. Maravilha
4. Jaraguá do Sul
5. Águas de Chapecó

Mato Grosso
1. Alta Floresta
2. Sinop
3. Colider
4. Gaúcha do Norte
5. Nova Bandeirantes
6. Guarantã do Norte

## História
A História da Convenção das Igrejas Batistas Independentes de Língua Alemã é similar à História da CIBI, visto que se confundem entre si. A vinda do missionário sueco Erik Jansson ao Brasil, em 1912, para atender a colonos oriundos da Suécia contribuiu também para atender colonos de origem alemã, na região de Guarani das Missões e também em Ijuí, denominado na época de Colonia Ijhuy. Inicialmente os colonos alemães batistas estavam ligados à Igreja Batista de Linha República, mas por causa de divergências  acerca de bebidas alcoólicas e ao tabagismo, começaram a realizar cultos em casas, com a contrbuição do mesmo missionário.
Posteriormente, os mesmos colonos que haviam migrado para o Rio Grande do Sul, migraram para o Paraná e posteriormente para o Mato Grosso, demandando assim a necessidade de organização de igrejas nestes estados, motivando a expansão da Convenção para estas regiões. Em Santa Catarina a expansão só começa a ocorrer nos fins dos anos 90.

## Princípios de Fé

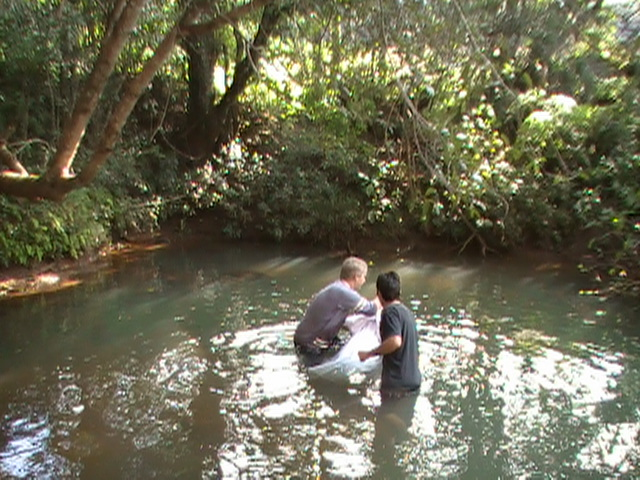
Método de Batismo praticado na Igreja é por imersão

Os princípios de fé são os mesmos praticados pela CIBI - Convenção das Igrejas Batistas Independentes. Destaque-se que a admissão de membros dá-se sempre por testemunho de pessoas batizadas por imersão ou pelo Batismo por imersão, o modelo de governo é o Congregacional e as igrejas mantém vínculos umas com as outras somente para fins de cooperação e não exercem nenhum tipo de jurisdição. São reconhecidos somente dois tipos de ordenanças, que são o Batismo por imersão e a Ceia do Senhor. Outras práticas são adotadas, mas não tem o caráter de ordenança tais como o Casamento e a apresentação de crianças.
A única regra de fé e prática da Igreja, segundo seus estatutos é a Bíblia Sagrada e seus estatutos podem ser variados entre si, mas sempre seguindo o padrão legal estabelecido pela legislação vigente. De maneira geral prevê a substituição ou reeleição de seus dirigentes uma vez por ano, ou de dois em dois anos, tem como finalidade "pregar o evangelho de nosso Senhor Jesus Cristo e ensinar a Palavra de Deus, estimular a comunhão e a fraternidade entre seus membros, congregados e demais igrejas, criar programas de assistência social e de educação, criar programas de confraternização, incluindo beneficentes, e distribuir literatura cristã pertinente e materiais afins", possui diretoria composta por seis ou sete membros e conselho fiscal.